# Ronda Bullring
Ronda Bullring är en amfiteater i Spanien.   Den ligger i provinsen Provincia de Málaga och regionen Andalusien, i den södra delen av landet, 400 km söder om huvudstaden Madrid. Ronda Bullring ligger 723 meter över havet.
Terrängen runt Ronda Bullring är kuperad.Runt Ronda Bullring är det glesbefolkat, med 9 invånare per kvadratkilometer. Närmaste större samhälle är Ronda, 0,01 km sydväst om Ronda Bullring. Trakten runt Ronda Bullring består i huvudsak av gräsmarker.